# 綺星★フィオレナード
綺星★フィオレナード（スター フィオレナード）は、日本の女性アイドルグループ。通称スタフィオ。煌めき☆アンフォレントの妹分グループ。2017年12月22日にデビュー。
綺羅星、フィオレ（フランス語で小さい花）、ナード（ヲタク）をコンセプトとしている。
後に綺星★フィオレナードは、煌めき☆アンフォレントと解体・再編成され、後継グループであるStar★Shiμ’ne!!!（スター シャイミューン）となった。

## 略歴
2017年
- 9月18日 - 名古屋DIAMOND HALLにてプレお披露目（メンバーは板谷優李、橘すず、辻くるみ、仁科海華の4人）[7]。
- 10月 - クラウドファンディングで200万円以上集め、正式デビューが決定[8][9]。
- 12月22日 - 『綺星★フィオレナード 0thワンマンライブ』開催（結成メンバーは橘すず、仁科海華、垣村玲那の3人）。

2018年
- 3月25日 - 『綺星★フィオレナード 1stワンマンライブ』開催。
- 5月26日 - Mカード「Nuova★Storia / Puro☆Unfiore」発売。
- 6月2日 - アイドル甲子園 in 新木場STUDIO COAST出演。(新木場STUDIO COAST)
- 8月13日 - TOY Planet*が契約違反を理由に仁科海華を解雇[10]。
- 8月22日 - 8月28日に開催される『#HNGSONIC2018 -夏- support by Village Vanguard』にて前田優歩、宮本佳織、前島百香が加入することを発表[11]。
- 8月28日 - 前田優歩、宮本佳織、前島百香が加入。
- 9月15日～9月17日 - 北陸アイドルフェスティバル出演。
- 9月22日～9月23日 - LIVE PRO FESTIVAL 2018出演。（札幌）
- 9月27日 - 名古屋定期公演開始。
- 10月12日 - 東京定期公演開始。
- 11月3日 - 東京ラーメンショー2018出演。（東京駒沢オリンピック公園 中央広場）
- 12月18日 - 「fiore d'amore*」のPV公開。
- 12月19日 - メジャーデビューシングル「fiore d'amore*」発売。
- 12月30日 - 『綺星★フィオレナード 2ndワンマンライブ "Nuova★Storia"』開催。

2019年
- 1月31日 - 時間主総会出演。(Zepp Diver City)
- 2月2日 - 『綺星★フィオレナード 1st東名阪ツアー -Eterna Tenere-』開始。
- 3月9日 - IDORISE!! FESTIVAL 2019出演。
- 3月19日 - トイプラが前島百香の無期限の活動休止を発表[12]。
- 3月23日 - 3月28日に開催される『煌めき☆アンフォレント アジアツアー2019 -宇宙∞ノスタルジア- 東京公演』にて世良明梨が加入することを発表。
- 3月28日 - 世良明梨が加入。
- 4月20日-4月21日 - 台湾遠征。
- 5月3日 - アイドルジェネレーション出演。(Zepp Tokyo)
- 5月5日 - AKASAKA ストリーマーズ出演。(マイナビBLITZ赤坂)
- 6月8日 - KYOTO BUZZ FES出演。(KBSホール/京都FANJ)
- 6月14日 - トイプラが前島百香の専属マネジメント契約解除を発表[13]。
- 6月15日 - IDOL CONTENT EXPO @新木場STUDIO COAST ～Summer Premium Live～出演(新木場STUDIO COAST)
- 7月20日～7月21日 - SEKIGAHARA IDOL WARS 2019〜関ケ原唄姫合戦〜出演。（岐阜）予選会7位、前日決戦4位を獲得し豊臣ステージ出演。
- 8月2日～8月4日 - 台湾遠征。
- 8月 - 2019年11月5日に2ndシングル「La mia adolescenza.」をリリースすることを発表[14][8][9]。
- 8月10日 - 『綺星★フィオレナード 2nd東名阪ツアー -La mia adolescenza.-』開始。
- 8月11日 ～8月12日　ドラゴン クイーンズ フェスティバル 〜竜王アイドル夏祭り〜出演。(竜王町総合運動公園)
- 9月26日 - 「La mia adolescenza.」のPV公開[15][16][17]。
- 9月28日-9月29日 - 札幌で開催された『LIVEPRO FESTIVAL 2019』出演。
- 10月 -「La mia adolescenza.」が朝日放送『相席食堂』エンディングテーマとしてO.A。
- 10月4日 - 『La mia adolescenza.」がKBS京都ラジオ『だって♡好きなんだもん！！』エンディングテーマとしてO.A。
- 10月11日 -「La mia adolescenza.」がCBCテレビ『MAG!C☆MUS!C』10月度エンディングテーマとしてO.A。
- 11月5日 - 2ndシングル「La mia adolescenza.」発売。
- 12月18日 - 宮本佳織が足の怪我のため、2020年1月13日に卒業することを発表[18]。
- 12月25日 - Mカード「aile←Ave;nir / aile→Ange:mour」発売。

2020年
- 1月2日 - 1月4日に開催される『綺星★フィオレナード3rdワンマンライブ-fiore d'amore-』にて末永奏乃、小泉花恋、白瀬乃愛の3名が加入することを発表[19][20][21]。
- 1月4日 - 『綺星★フィオレナード3rdワンマンライブ-fiore d'amore-』開催。末永奏乃、小泉花恋、白瀬乃愛が加入。3月1日にNAGOYA ReNY limitedにて3.5thワンマンライブ『aile→Ange:mour』が開催されることを発表[22][23]。
- 1月7日 - 世良明梨が右卵巣嚢腫茎捻転により入院・手術したことを発表[24]。
- 1月13日 - 『綺星★フィオレナード3rdワンマンライブ-fiore d'amore-番外編〜宮本佳織卒業公演〜』開催。宮本佳織が卒業。
- 1月18日 - 『東名阪台"無料"お披露目ツアー『aile←Ave;nir→aile』』開始。
- 1月29日 - 世良明梨が特典会のみ復帰[25]。
- 3月1日 - 『綺星★フィオレナード3.5thワンマンライブ「aile→Ange:mour」』開催。世良明梨がライブに復帰。
- 3月9日 - トイプラがマネジメントの続行不可能を理由に、グループから末永奏乃を除名したことを発表[26]。
- 6月6日 - 『綺星★フィオレナード Specialライブ『aile→Ange:mour』~橘すず3周年記念特別編~ ON LINE公演』開催。
- 6月29日 - 大阪定期公演開始。
- 7月6日 - InterFMにて「Human Nature Gift」放送開始。
- 7月22日 - Mカード「R:consegna♋」発売（垣村玲那ソロ曲）。
- 8月17日 - 2020年10月27日に1st EP『FiORéclaD』をリリースすることを発表[27][28][29][30]。
- 10月19日 - 「°Crepuscolo」のPV公開[31]。3周年記念ワンマンライブを、12月14日に渋谷TSUTAYA O-EAST、12月27日にZepp名古屋にて開催することを発表[31]。
- 10月27日 - 1st EP『FiORéclaD』発売。
- 12月1日 - 前田優歩が2021年1月に卒業することを発表[32]。
- 12月14日 - 『綺星★フィオレナード3周年記念ワンマンライブ-FiORéclaD-』開催（東京）。
- 12月 - 12月27日にZepp名古屋で行われるワンマンライブの制作費を集めるクラウドファンディングを開始[33]。
- 12月22日 - 垣村玲那が2021年1月23日に白金高輪SELENE b2で開催される『綺星★フィオレナード 3周年記念ワンマンライブ FINAL』にて卒業することを発表、12月1日に卒業を発表した前田優歩も同日に卒業することを発表[34]。
- 12月25日 - Mカード「La mia adolescenza.(ハニースパイスRe.ver.) / Etream Love(綺星★フィオレナードver.)」発売。
- 12月27日 - 『綺星★フィオレナード3周年記念ワンマンライブ-FiORéclaD-』開催（名古屋）。

2021年
- 1月16日 - 白瀬乃愛が1月23日に開催される『綺星★フィオレナード 3周年記念ワンマンライブ-FiORéclaD-FINAL』をもって綺星★フィオレナードを卒業し、煌めき☆アンフォレントへ移籍することを発表[35]。
- 1月23日 - 『綺星★フィオレナード 3周年記念ワンマンライブ-FiORéclaD-FINAL』開催。前田優歩、垣村玲那、白瀬乃愛が卒業。
- 4月4日 - 新メンバーを追加して再始動。追加メンバーは矢羽根かこ、木咲りん、辻彩花、富田奈緒、末永香乃の5人で、7人体制となる。
- 9月10日 - 『綺星★フィオレナード 1st 全国ツアー -Shu⭐︎Shu⭐︎Shu★parkling!!!-』の9月20日からの開催並びにツアー最終日の10月26日のTSTTAYA O-WESTの公演をもって世良明梨の卒業を発表。
- 10月26日 - 『綺星★フィオレナード 1st 全国ツアー -Shu⭐︎Shu⭐︎Shu★parkling!!!-FINAL』を開催、世良明梨卒業。
- 11月10日 - 猫宮りなの加入を発表。
- 11月11日 - 満天ころもの加入を発表。
- 11月12日 -『トイプラ秋の大感謝還元ワンコインイベント～スタフィオ新体制お披露目SP!!』開催。猫宮りな、満天ころもが加入。8人体制となる。

2022年
- 9月22日 - 現体制終了と新体制準備のため長期充電期間に入ることを発表[36][37]。
- 10月26日 - 高橋きらが「矢口真里の火曜The NIGHT」（ABEMA）での社会不適合アイドル特集企画に出演[38]。
- 12月2日 - 木咲りんが2023年2月2日に渋谷Veatsで行われる『木咲りんBirthday LIVE』をもって卒業することを発表（卒業後も所属事務所に残り個人で活動する予定）[39]。

2023年
- 2月2日 - 木咲りんが卒業。
- 2月3日 - Star★Shiμ’ne!!!の派生グループである輝星★Cosμ’n.が、バンコク・セントラルワールドで開催された『JAPAN EXPO THAILAND』でステージデビューした[40]。

## 活動状況
煌めき☆アンフォレントの妹分グループとして結成。グループ立ち上げ当時は「三重のご当地アイドル」としていた。
当初は名古屋のスタフィオとは別に、東京でスタフィオを作る予定であったが、東京のメンバー候補7人ほどがレッスン段階で辞めてしまったため、2018年8月に名古屋のメンバーに東京のメンバーが加わり、一つのグループとなった。
東海地方を中心に東海、関東で活動していたが、2020年1月の新体制から拠点を東京に移した。
プロデューサーは、スタフィオはキラフォレの妹分という見られ方がされているが、楽曲制作では手を抜いたことがないと述べている。

## 最終メンバー
| 名前                  | ニックネーム | 生年月日              | 出身地 | カラー             | 加入期/活動期間                                                  | 備考 |
| --------------------- | ------------ | --------------------- | ------ | ------------------ | ---------------------------------------------------------------- | --- |
| 橘すず たちばなすず   | すずちゃん   | 2000年3月1日（25歳）  | 三重県 | ヴィーナスイエロー | 1期/2017年12月22日 - 2022年9月22日                               | 元頂上ムーブメント。 高校3年生のころにアイドル活動を始めた。 Star★Shiμ’ne!!!（輝星★Cosμ’n.）へ移籍。彗星♩droptune°と兼任。                                                                                                |
| 矢羽根かこ やはねかこ | かこねー     | 1995年4月14日（29歳） | 福井県 | ブロッサムレッド   | 5期/2021年4月4日 - 2022年9月22日                                 | 元elsy（渋谷佳子）/アルテミスの翼（メドゥーサ・カコ）。 元ハンドボールユース日本代表。日体大卒。体育-養護教員免許取得。                                                                                                   |
| 木咲りん きさきりん   |              | 1998年2月2日（27歳）  | 東京都 | スパークルオレンジ | 5期/2021年4月4日 - 2022年9月22日                                 | 元バクステ外神田一丁目/ハニースパイスRe.。 |
| 辻彩花 つじあやか     |              | 1996年4月25日（28歳） | 三重県 | クリスタルブルー   | 5期/2021年4月4日 - 2022年9月22日                                 | 元Chou2Precede。 グループ活動終了後、Chou2Precedeへ再加入。その後、MATANAGOYAへ加入。 |
| 冨田菜緒 とみたなお   |              | 1999年5月22日（22歳)  | 埼玉県 | メルティパープル   | 5期/2021年4月4日 - 2022年9月22日                                 | 元ワガママきいて？？（なお）。 |
| 末永香乃 すえながかの | かのちゃん   | 2001年4月27日（23歳） | 東京都 | ラブピンク         | 4期/2020年1月4日 - 2020年3月9日 5期/2021年4月4日 - 2022年9月22日 | 元TOY SMILEY/LoveLink。2020年1月4日 - 2020年3月9日は、「末永奏乃」名義で活動。 1代目原宿イットガール。 持病の治療のために一度グループを脱退したものの、新体制の始動に伴い再加入。 Star★Shiμ’ne!!!（輝星★Cosμ’n.）へ移籍。 |
| 猫宮りな ねこみやりな |              | 1996年7月24日（28歳） | 山梨県 | スカイソーダブルー | 6期/2021年11月12日 - 2022年9月22日                               | 元リナチックステイト。 |
| 高橋きら たかはしきら |              | 2001年1月14日（24歳） | 東京都 | ミルクホワイト     | 7期/2022年3月5日 - 2022年9月22日                                 | 元AKB48チームBドラフト研究生。 Star★Shiμ’ne!!!（輝星★Cosμ’n.）へ移籍。 2024年1月14日に輝星★Cosμ’n.を卒業、2024年1月31日にトイプラを退所。                                                                                 |

### 元メンバー
| 名前                      | ニックネーム | 生年月日               | 出身地           | カラー             | 活動期間                           | 備考 |
| ------------------------- | ------------ | ---------------------- | ---------------- | ------------------ | ---------------------------------- | --- |
| 仁科海華 にしなうみか     | うみか       | 1999年3月25日（26歳）  | 岐阜県           |                    | 1期/2017年12月22日 - 2018年8月13日 | 元くれよん（西岡来海）。 |
| 前島百香 まえしまももか   | ももか       | 1999年12月30日（25歳） | 愛知県           | ホワイト           | 2期/2018年8月28日 - 2019年6月14日  | 元あぃ♡かちゅ（真田もも）。 グループ活動休止後、浅川ももとしてソロデビュー。                                                                             |
| 宮本佳織 みやもとかおり   | かおりん     | 1996年12月25日（28歳） | 東京都           | ピンク             | 2期/2018年8月28日 - 2020年1月13日  | 元バクステ外神田一丁目（小出花織）。元迷愛へるぷ！（咲宮かおり）。 グループ卒業後、PrincessGarden-姫庭へ加入（宮下佳織）。                               |
| 垣村玲那 かきむられいな   | かきむら     | 1995年7月22日（29歳）  | 千葉県           | むらさき           | 1期/2017年12月22日 - 2021年1月23日 | 元サブリーダー。 元クローバーガールズ（れな）。元SOUL↗UP（渡辺れな）。 オリジナルソロ曲に「R;consegnare」があった。                                      |
| 前田優歩 まえだゆうほ     | ゆうほ       | 1996年1月4日（29歳）   | 東京都           | 赤                 | 2期/2018年8月28日 - 2021年1月23日  | 元リーダー。 元Barbee、元ユイガドクソン（ともに木戸優歩）。 スタフィオ加入前は女優業もしていた。 グループ卒業後、アルテミスの翼へ加入。                  |
| 白瀬乃愛 しらせのあ       | のあ         | 1996年5月7日（28歳）   | 兵庫県           | みずいろ           | 4期/2020年1月4日 - 2021年1月23日   | 元ヤンチャン学園KANSAI（政田桃子）。 グループ卒業後、煌めき☆アンフォレントへ加入。                                                                       |
| 小泉花恋 こいずみかれん   | れんれん     | 1997年9月29日（27歳）  | 東京都台東区上野 | 白                 | 4期/2020年1月4日 - 2021年2月20日   | 元bonbon ange。元ザ・にゃんとかにゃるず。 チャームポイントは、黒髪と白い肌。 スタフィオ加入前は女優業もしていた。 グループ卒業後、アルテミスの翼へ加入。 |
| 世良明梨 せらあかり       | 世良ちゃん   | 1996年9月24日（28歳）  | 三重県津市       | クローバーグリーン | 3期/2019年3月28日 - 2021年10月26日 | 元99999 (Quintex)/Advance Arc Harmony（吉原明梨）。 グループ卒業後、ネコプラへ加入。                                                                     |
| 満天ころも まんてんころも | ころもてん   | 2000年1月20日（25歳）  | 群馬県           | ミルキィホワイト   | 6期/2021年11月12日 - 2022年2月25日 | 元#gaisen(柊凪あられ)。 |

※正式デビュー前には板谷優李、辻くるみが在籍していた。

## 作品

### Mカード
| # | タイトル                      | リリース日 | 収録曲                                                |
| - | ----------------------------- | ---------- | ----------------------------------------------------- |
| 1 | Nuova★Storia / Puro☆Unfiore   | 2018年5月  | 1. Nuova★Storia 2. Puro☆Unfiore                       |
| 2 | aile←Ave;nir / aile→Ange:mour | 2019年12月 | 1. aile←Ave;nir 2. aile→Ange:mour                     |
| 3 | Shu★parkling!!×2              | 2021年10月 | 1. Shu★parkling!!×2 2. Shu★parkling!!×2(instrumental) |

#### 垣村玲那ソロ名義
| # | タイトル     | リリース日 | 収録曲                                        |
| - | ------------ | ---------- | --------------------------------------------- |
| 1 | R:consegna♋ | 2020年7月  | 1. R:consegna♋ 2. R:consegna♋(instrumental) |

#### ハニースパイスRe. / 綺星★フィオレナード
| # | タイトル                                                                           | リリース日 | 収録曲                                                                                 |
| - | ---------------------------------------------------------------------------------- | ---------- | -------------------------------------------------------------------------------------- |
| 1 | La mia adolescenza.(ハニースパイスRe.ver.) / Extreme Love(綺星★フィオレナードver.) | 2020年12月 | 1. La mia adolescenza.(ハニースパイスRe.ver.) 2. Extreme Love(綺星★フィオレナードver.) |

### シングル

#### メジャー
| # | タイトル            | リリース日     | 収録曲 | 順位 | 備考                               |
| - | ------------------- | -------------- | --- | ---- | ---------------------------------- |
| 1 | fiore d'amore*      | 2018年12月19日 | 1. fiore d'amore* 2. Puro☆Unfiore 3. Eterna⁂Tenere 4. fiore d'amore*(Instrumental) 5. Puro☆Unfiore(Instrumental) 6. Eterna⁂Tenere(Instrumental)                            | 31位 |                                    |
| 2 | La mia adolescenza. | 2019年11月5日  | 全タイプ共通 1. La mia adolescenza. 2. Nuova★Storia 3. ti amo tanto... 4. La mia adolescenza.(Instrumental) 5. Nuova★Storia(Instrumental) 6. ti amo tanto...(Instrumental) | 3位  | Type-A Type-B Type-C Type-D Type-E |

### EP

#### メジャー
| # | タイトル  | リリース日     | 収録曲 | 順位 | 備考          |
| - | --------- | -------------- | --- | ---- | ------------- |
| 1 | FiORéclaD | 2020年10月27日 | 全タイプ共通 1. FiORéclaD 2. Vana Scusa⊿ 3. °Crepuscolo 4. aile←Ave;nir 5. aile→Ange:mour 6. Puro☆Unfiore (2020ver.) 7. fiore d'amore* (2020ver.) 8. La mia adolescenza. (2020ver.) | 4位  | Type-A Type-B |

### ミュージックビデオ
| YouTube公式チャンネル |
| fiore d'amore*        |
| La mia adolescenza.   |
| ℃repuscolo            |

## ライブ・イベント

### ワンマンライブ
- 2017年12月22日 - 綺星★フィオレナード 0thワンマンライブ（新栄DAY TRIVE）
- 2018年3月25日 - 綺星★フィオレナード 1stワンマンライブ（VERSUS東海ホール）（仁科海華生誕公演。ゲスト：仮面女子:イースターガールズ）
- 2018年12月30日 - 綺星★フィオレナード 2ndワンマンライブ "Nuova★Storia"（宮本佳織・前島百香生誕公演。名古屋CLUB QUATTRO）（ゲスト：煌めき☆アンフォレント、オープニングアクト：くにくに）
- 2020年1月4日 - 綺星★フィオレナード3rdワンマンライブ-fiore d'amore-（渋谷WOMB）（前田優歩生誕公演。ゲスト：煌めき☆アンフォレント、ハニースパイスRe.）
- 2020年3月1日 - 綺星★フィオレナード3.5thワンマンライブ「aile→Ange:mour」（名古屋ReNY limited）（橘すず生誕公演。ゲスト：煌めき☆アンフォレント）
- 2020年12月14日 - 綺星★フィオレナード3周年記念ワンマンライブ-FiORéclaD-（渋谷TSUTAYA O-EAST）
- 2020年12月27日 - 綺星★フィオレナード3周年記念ワンマンライブ-FiORéclaD-（Zepp名古屋）（ゲスト：ハニースパイスRe.、オープニングアクト：YURiMental、Chou2Precede、まりえ（39））
- 2021年1月23日 - 綺星★フィオレナード 3周年記念ワンマンライブ-FiORéclaD-FINAL（白金高輪SELENE b2）（ゲスト：煌めき☆アンフォレント）
- 2021年12月22日 - 綺星★フィオレナード 4周年記念単独LIVE（渋谷ストリームホール）

## 出演

### テレビ
- バキバキ☆ビート！Ⅱ（2019年6月8日 - 、サンテレビ） - 橘すず（2019年6月8日 - ）、白瀬乃愛（2020年3月7日 - ）。

### ラジオ
- Human Nature Gift（2020年7月6日 - 10月26日、InterFM） - 橘すず、前田優歩がメインパーソナリティ。
- FIOReNIGHT!（2020年11月2日 -2021年6月28日 、InterFM） - 橘すず、前田優歩(卒業後は世良明梨)がメインパーソナリティ。

## クラウドファンディング
- 煌めき☆アンフォレントの妹分にあたる"第二のグループ"200万円以上集まったら正式デビューという企画をクラウドファンディングサイトCAMPFIREで立ち上げ、245人から212万円の支援を得た。
- メジャーデビューシングル「fiore d'amore*」発売にあたり、クラウドファンディングサイトKanattaにてプロモーション費の資金を募り、138人から317万円の支援を得た。
- 2020年2月27日にZepp名古屋で行われるワンマンライブ『綺星★フィオレナード3周年記念ワンマンライブ-FiORéclaD-』の制作費を集めるためクラウドファンディングサイトKanattaで資金を募り、295万1000円の支援を得た。

### Twitter
- 綺星★フィオレナード公式 (@StarFioreNerd) - X（旧Twitter）